# 斯特羅納克鎮區 (密歇根州)
斯特羅納克鎮區（英語：Stronach Township）是位於美國密歇根州馬尼斯蒂縣的一個行政鎮區。

## 地方資料
斯特羅納克鎮區的面積為143.70平方千米，當中陸地面積為142.40平方千米，而水域面積為1.30平方千米。根據2020年美國人口普查的數據，當地共有人口834人，而人口密度為每平方千米5.8人。